# Ifjú Szivek Táncszínház
Az Ifjú Szivek Táncszínház a szlovákiai magyar kulturális élet és táncművészet egyik jelentős műhelye. Székházában működik Pozsony egyetlen magyar kőszínháza.
Közép-Európa tradicionális tánc- és zenekultúráját színházi táncelőadásain keresztül társadalmi értékként mutatja fel és erősíti. Munkájában kitüntetett figyelmet kap a szlovákiai magyar hagyományos néptánc és népzene színpadi megformálása. A tradicionális táncos-zenés formanyelv és viselet elgondolkodtató, összetettebb jelenségre rámutató előadásaiban is megmutatkozik.
Műsorai műfajilag változatosak: a tradicionális tánckultúra formanyelvére épülő táncszínházi darabok, a táncokat életképszerűen, területek szerint bemutató néptáncelőadások és kimondottan az ifjúság számára készült műsorok szerepelnek a repertoáron.
Az együttes célközönsége elsősorban a szlovákiai magyarság, de a szlovákiai magyar tánc- és zenekultúra képviselőjeként bemutatkozott már a világ legkülönfélébb színpadain. Hagyományos folklórműsorait és táncszínházi előadásait fesztiválokon és önálló turnésorozatok keretén belül mutatta be.
A színházi produkciók alkotása és bemutatása mellett az együttes aktívan közreműködik néhány országos rendezvény szervezésében és lebonyolításában is. Tevékenységi köre kiterjed a 20. században gyűjtött archív tánc- és zenei felvételek dokumentálására, rendszerezésére és hozzáférhetővé tételére, valamint a hazai néptáncoktatás szerepének megerősítésére.

## Előadások
- Kakukktojás 2 – Tisztelgés a magyar animáció nagyjai előtt, 2022
- Autentika – Saját anyag, 2021
- KÉJ – Kötelező érvényű javaslat, 2021
- Giuoco Piano, 2020
- Allegro Molto Barbaro, 2019
- Megtart, nemenged, 2018
- Határon túli nemzeti tánc, 2017
- Finomhangolás (Finetuning), 2016
- Bartók 135, 2016
- Kakukktojás, 2015
- Felföldi levelek, 2015
- Hontalanítás, 2013
- Pozsonyi táncok, 2012
- Szlovákiai és magyar 2012
- Levelek-Ľila-ЛИСТЫ–Listy, 2011
- Az ördög tánca, 2010
- Kárpátok kapujában, 2010
- Rendhagyó történelemóra, 2009
- Tánc húros hangszerekre, ütőkre és zongorára, 2009
- Táncírók, 2008
- Tánciskola 2, 2006
- Felföldi levelek, 2005
- Magyar tánciskola, 2004
- Mestereink, 2003
- Régi szokás szerint, 2003
- Honti igricek, 2002
- „Muzsikáltam én”/Zenészek táncai, 2001
- „Szép öregasszonyok, szép öregemberek”, 2001